# Iraqi Airways
Iraqi Airways Company - působící jako Iraqi Airways,  je národní letecký dopravce v Iráku. Sídlem této společnosti je mezinárodní letiště v Bagdádu. Jedná se o jednu z nejstarších aerolinií působící na Blízkém východě.[zdroj⁠?!]
Iraqi Airways je členem arabského sdružení leteckých dopravců.

## Historie
Iraqi Airways byla založena v roce 1945 jako oddělení iráckých státních drah. Provoz byl zahájen 28. ledna 1946 pomocí pěti letadel typu de Havilland Dragon Rapide pro lety do Sýrie. S pomocí British Overseas Airways Corporation si nová společnost objednala tři letadla Vickers Viking. Během čekání na Vikingy, které měly být dodány, si od BOAC v prosinci 1946 letecká společnost pronajala čtyři letadla Douglas DC-3.
V roce 1960 Iraqi Airways koupili ruská letadla Tupolev Tu-124 a také letadla Hawker Siddeley Trident. Tato letadla umožnila společnosti zvýšit službu napříč blízkým východem a více létala do Afriky a Evropy. Během této doby společnosi vlastnila například i nákladní letadlo Il-76.

## Dnes
Dnes Iraqi Airways létá do Šanghaje, Kuvajtu, Ankary a Pekingu. Lety občas narušují nepokoje v Iráku. V roce 2012 Íránské aerolinie přijaly nový design nátěrů na letadla. Jedná se o zelenou vlnu.

## Flotila

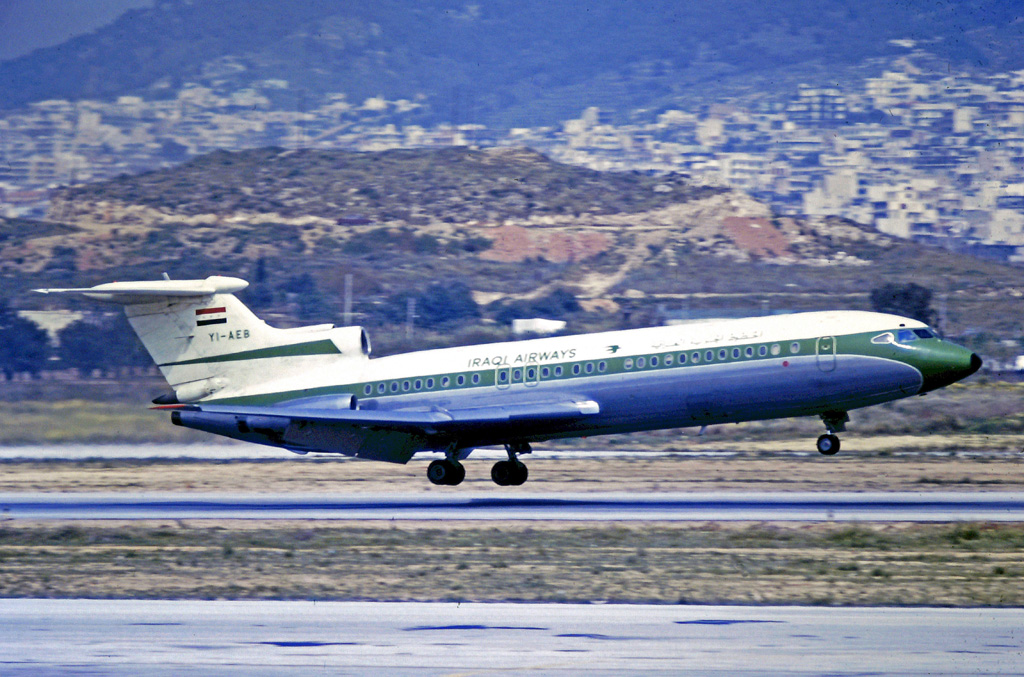
Přistávající irácký Hawker Siddeley Trident1E v Athénách, 1973

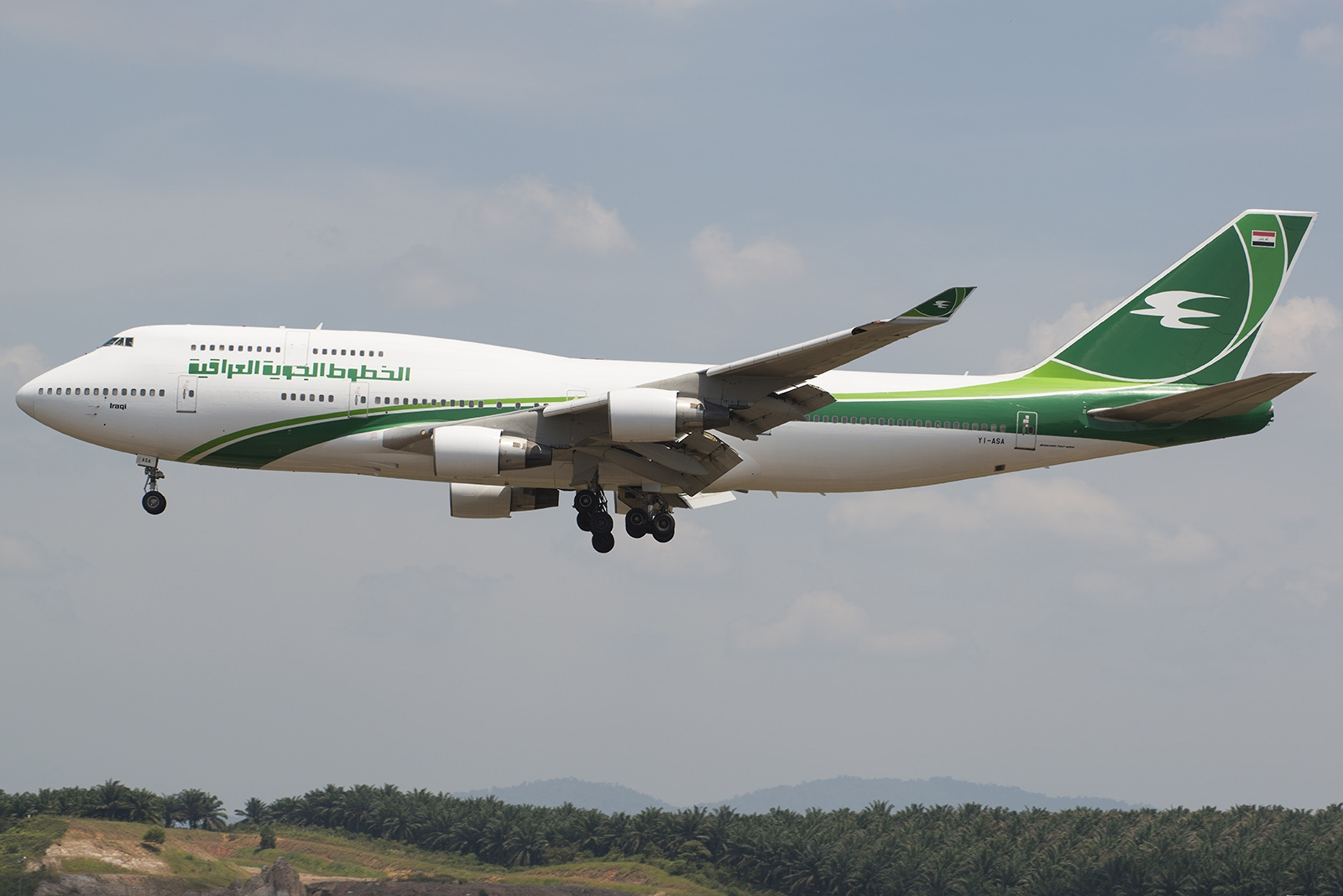
Irácký Boeing 747-400 v Kuala Lumpur, Malajsie. (2014)

| Typ Letadla | Počet ks. | Objednaných ks. | Místa pro cestující |
| ----------- | --------- | --------------- | ------------------- |
| A300B4      | 1         | -               | 246 (vládní letoun) |
| A320-200    | 3         | -               | 180                 |
| 321-200     | 2         | -               | 220                 |
| 330-200     | 1         | -               | 288                 |
| B737-800    | 4         | 26              | 162 / 75            |
| B747-400    | 2         | -               | 412                 |
| B767-300ER  | 2         | -               | 239                 |
| B787-800    | -         | 10              | TBA                 |
| CRJ-900     | 6         | -               | 90                  |
| CS300       | -         | 5               | 152                 |
| FOKKER F70  | 1         | -               | 70                  |